# Joseph Pierre Ferrier
Joseph Pierre Ferrier (Lyon, 12. travnja 1811. − Marseille, 6. studenog 1886.), francuski vojnik, kartograf, književnik i putopisac.
Karijeru je započeo ranih 1830-ih godina služeći francuski vojsku u Africi gdje je ranjen pa je vraćen u Francusku. Godine 1839. priključio se francuskim časnicima i inženjerima koje je pozvao iranski vladar Muhamed-šah. U Iranu je ostao sve do 1851. godine i na razne je načine pokušavao učvrstiti diplomatske odnose nauštrb Britanije i Rusije, ali bez većih uspjeha. Prilikom povratka u Europu objavio je dva putopisa na engleskom jeziku − „Karavanska putovanja Perzijom, Afganistanom, Turkistanom i Beludžistanom” i „Povijest Afganaca”, od kojih je prvi preveden i na francuski.

## Opus
- (engl.) Caravan journeys and Wanderings in Persia, Afganistan, Turkistan and Beloochistan, with histor. notices of the countries lying between Russia and India (London, 1857.)
- (engl.) History of the Afghans (London, 1858.)
- (fr.) Voyages et aventures en Perse, dans l'Afghanistan, le Beloutchistan et le Turkestan (Pariz, 1870.)

## Poveznice
- Iransko-francuski savez